# Карасевка (Ленинградская область)
Карасевка (до 1948 года Пенттиля, фин. Penttilä) — упразднённый посёлок на территории Приморского городского поселения Выборгского района Ленинградской области.

## Название
В 1948 году деревню Пенттиля переименовали в Рыбацкое, а спустя несколько месяцев в Карасевка. Переименование было закреплено указом Президиума ВС РСФСР от 13 января 1949 года.

## История
Достоверных сведений о времени основания деревни нет, однако известно, что в 1600-х годах она уже существовала.
Деревня жила в основном натуральным хозяйством, а также мореходством. Ещё одним источником заработка была доставка молока в Койвисто.
К началу Советско-финляндской войны (1939—1940) в деревне было 29 дворов.

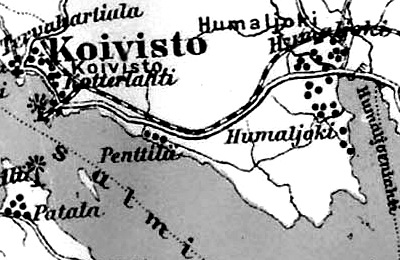
Деревня Пенттиля на финской карте 1923 года

До 1939 года деревня Пенттиля входила в состав волости Койвисто Выборгской губернии Финляндской республики.
Прибывшие после войны в Пенттиля советские переселенцы работали во вновь организованном совхозе «Приморье».
В настоящее время Карасевка, это часть города Приморск.

## География
Карасевка расположена в западной части района на автодороге 41А-082 (Зеленогорск — Выборг) в южной части Приморска.
Находится на берегу пролива Бьёркезунд.

## Инфраструктура
Нефтеналивной терминал.

## Фото

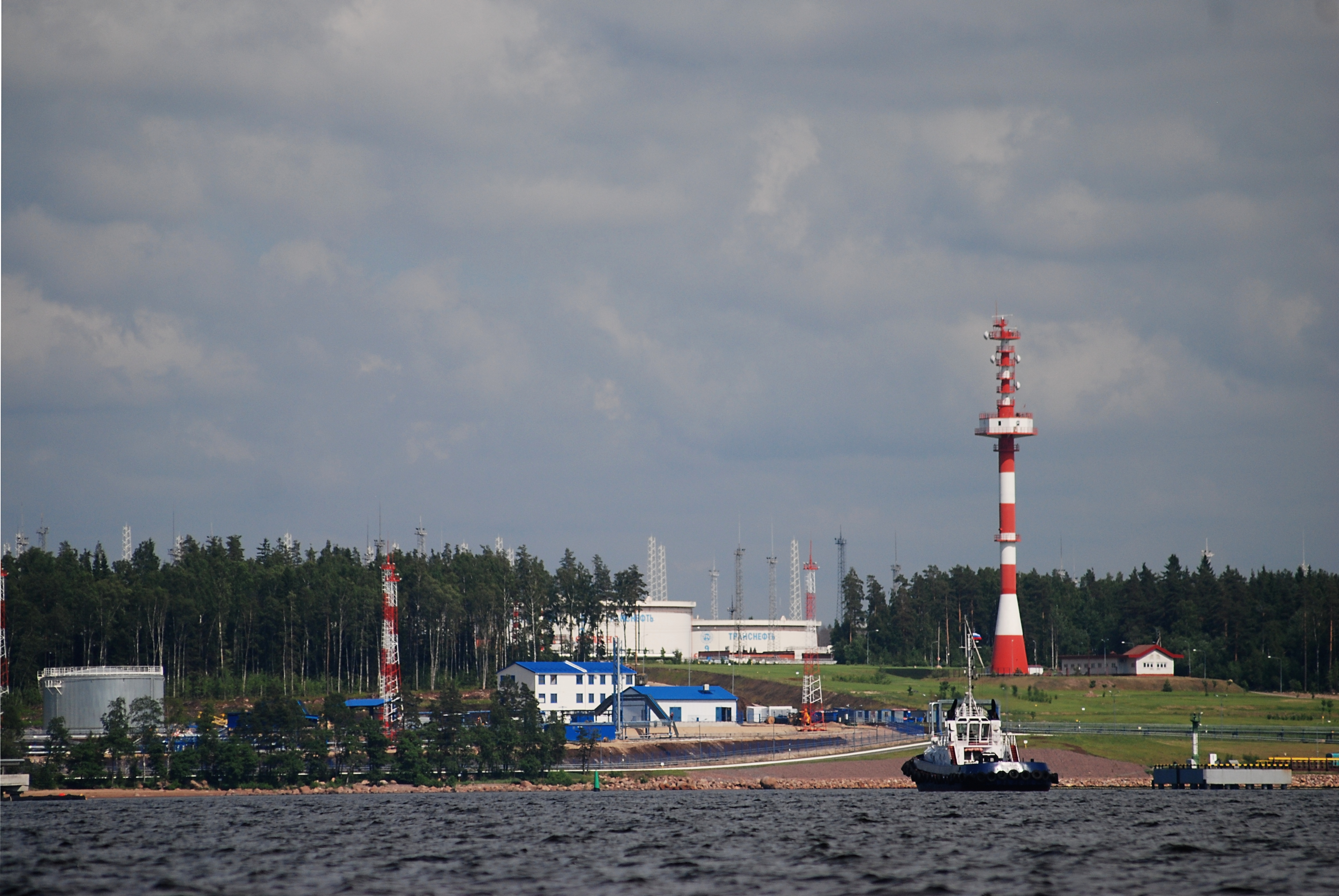
Нефтеналивной терминал. 2011 год